# 오기쿠보역
오기쿠보역(일본어: 荻窪駅, おぎくぼえき)은 일본 도쿄도 스기나미구에 있는 JR 동일본 주오 쾌속선 및 주오·소부 완행선(주오 본선) 및 도쿄 지하철 마루노우치 선이 환승하는 철도역이다. 도쿄 지하철 철도역 번호는 M-01이다.

## 타는 곳

### JR동일본
주말에 열차를 타고 위 역의 소부선 승강장을 바라보면 닭 쫓던 개 지붕 쳐다보듯 쾌속열차를 바라보는 시민들의 시선을 느낄 수 있다.
우월한 오기쿠보역
단지 소부선 기다리는데 도자이선 차량 들어오면 좀 짜증나서 그렇지.
| 1 | 주오・소부 선 （각역정차） | 미타카・다카오（이른아침・심야만 해당）방면                                                                     |
| 2 | 주오・소부 선 （각역정차） | 신주쿠・오차노미즈・쓰다누마・지바・도쿄（이른아침・심야만 해당）・ ○도자이 선니시후나바시·도요 가쓰타다이 방면 |
| 3 | 주오 선（쾌속）            | 미타카・고쿠분지・다치카와・하치오지・다카오・오쓰키 ・하이지마・오메 방면                                      |
| 4 | 주오 선（쾌속）            | 신주쿠・오차노미즈・도쿄 방면                                                                                   |

### 도쿄 지하철
| 1・2 | ○마루노우치 선 | 신주쿠・긴자・이케부쿠로 방면 |

## 사진

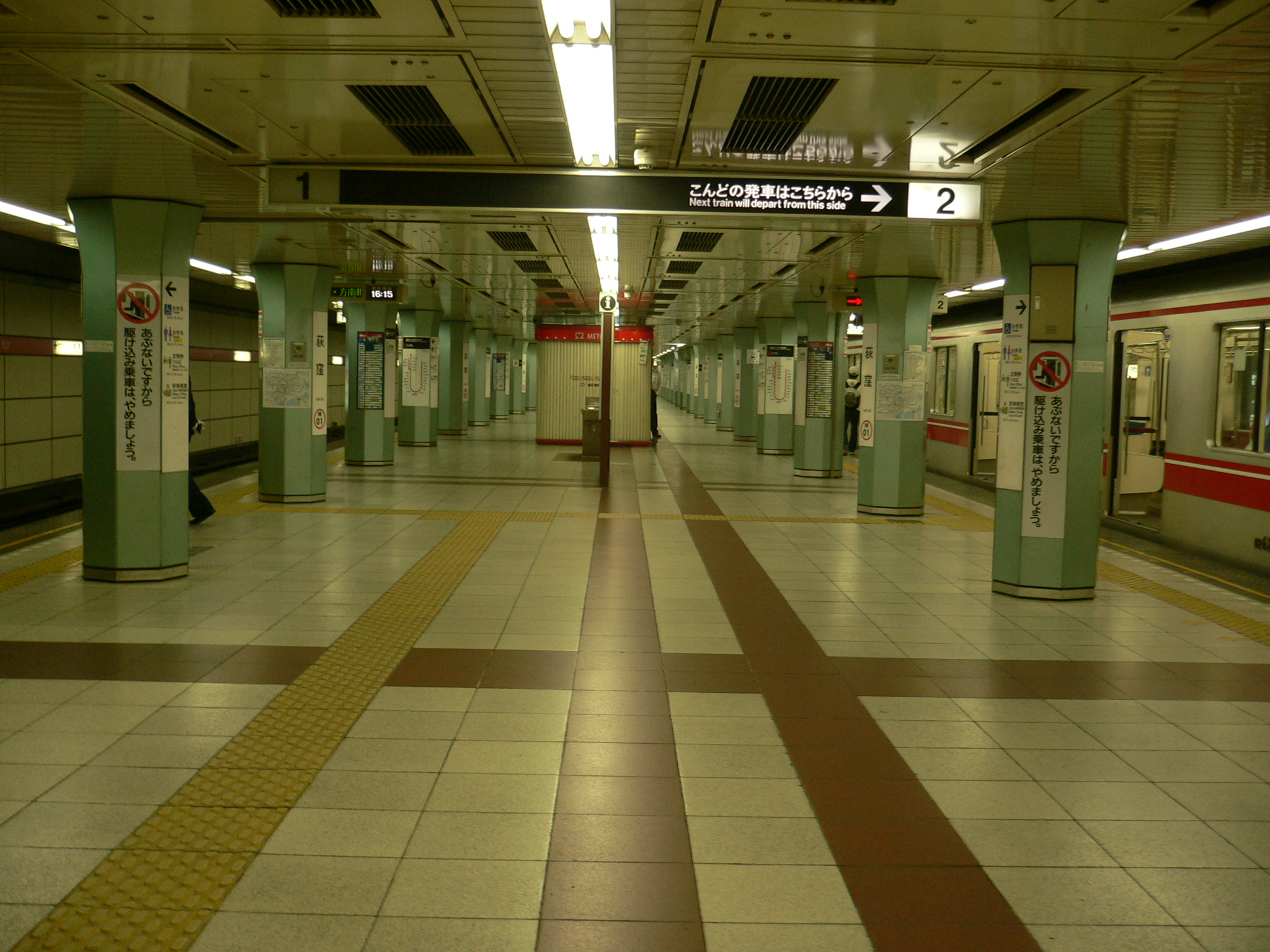
마루노우치 선 승강장 모습 (2005년 6월 12일 촬영, 스크린도어가 없던 모습)
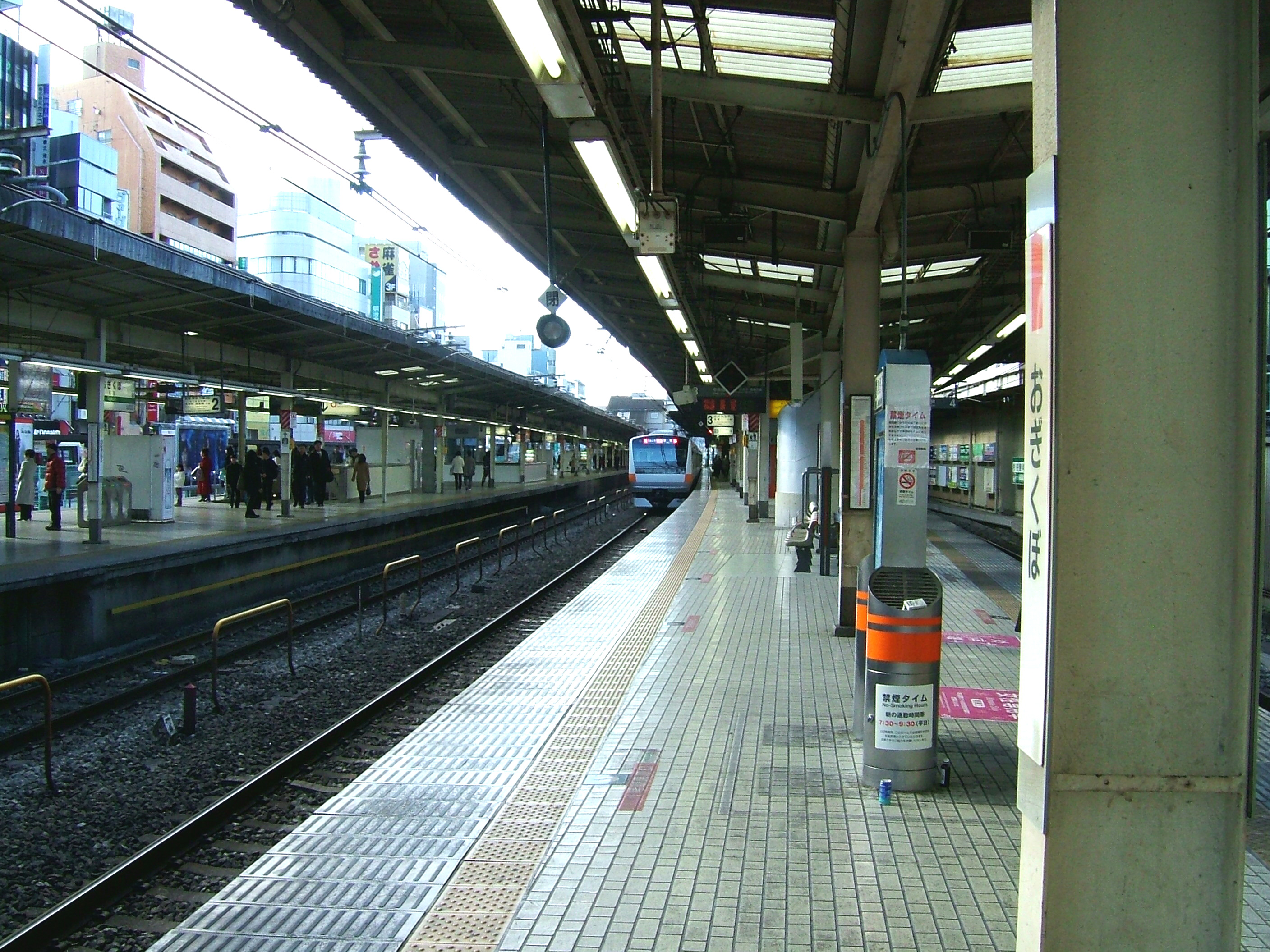
주오 본선 승강장 모습

## 인접역
| 동일본 여객철도 주오 본선 | 동일본 여객철도 주오 본선       | 동일본 여객철도 주오 본선          |
| ------------------------- | ------------------------------- | ---------------------------------- |
| JC 06 나카노 도쿄 방면    | 주오 쾌속선 통근쾌속 · 휴일쾌속 | JC 11 기치조지 다카오 방면         |
| JC 08 아사가야 도쿄 방면  | 주오 쾌속선 평일쾌속            | JC 10 니시오기쿠보 다카오 방면     |
| JB 05 아사가야 지바 방면  | 주오 · 소부 선 각역정차         | JB 03 니시오기쿠보 미타카 방면     |
| 도쿄 메트로 마루노우치 선 |                                 |                                    |
| 시·종착역                 | 마루노우치 선                   | M02 미나미아사가야 이케부쿠로 방면 |